# Liste de films tournés dans le département des Bouches-du-Rhône
Un certain nombre d'œuvres cinématographiques et télévisuelles ont été tournés dans le département des Bouches-du-Rhône, classés par commune et lieu de tournage et date de diffusion.
Voici une liste à compléter de films, téléfilms, feuilletons télévisés, films documentaires… tournés dans le département des Bouches-du-Rhône.
- Haut – A
- B
- C
- D
- E
- F
- G
- H
- I
- J
- K
- L
- M
- N
- O
- P
- Q
- R
- S
- T
- U
- V
- W
- X
- Y
- Z

## Lieux à déterminer
- 2006 : Les courriers de la mort téléfilm de Philomène Esposito

## A
- Haut – A
- B
- C
- D
- E
- F
- G
- H
- I
- J
- K
- L
- M
- N
- O
- P
- Q
- R
- S
- T
- U
- V
- W
- X
- Y
- Z

- Aix-en-Provence
  - 1943 : Arlette et l'Amour de Robert Vernay
  - 1953 : Le Salaire de la peur de Henri-Georges Clouzot (Camp de Saliers)
  - 1958 : Le Naïf aux quarante enfants de Philippe Agostini
  - 1959 : À double tour de Claude Chabrol[1]
  - 1963 : La Cuisine au beurre de Gilles Grangier
  - 1964 : Coplan prend des risques de Maurice Labro (Rue Paul-Bert, Rue Vauvenargues, Place de l'Hôtel-de-Ville, Rue Maréchal-Foch, Cours Mirabeau)
  - 1967 : Les Arnaud de Léo Joannon[2]
  - 1969 : La Sirène du Mississipi de François Truffaut
  - 1970 : Le Gendarme en balade de Jean Girault[3]
  - 1974 : La moutarde me monte au nez de Claude Zidi
  - 1977 : Le Juge Fayard dit Le Shériff d'Yves Boisset[2]
  - 1980 : La Femme flic d'Yves Boisset[2]

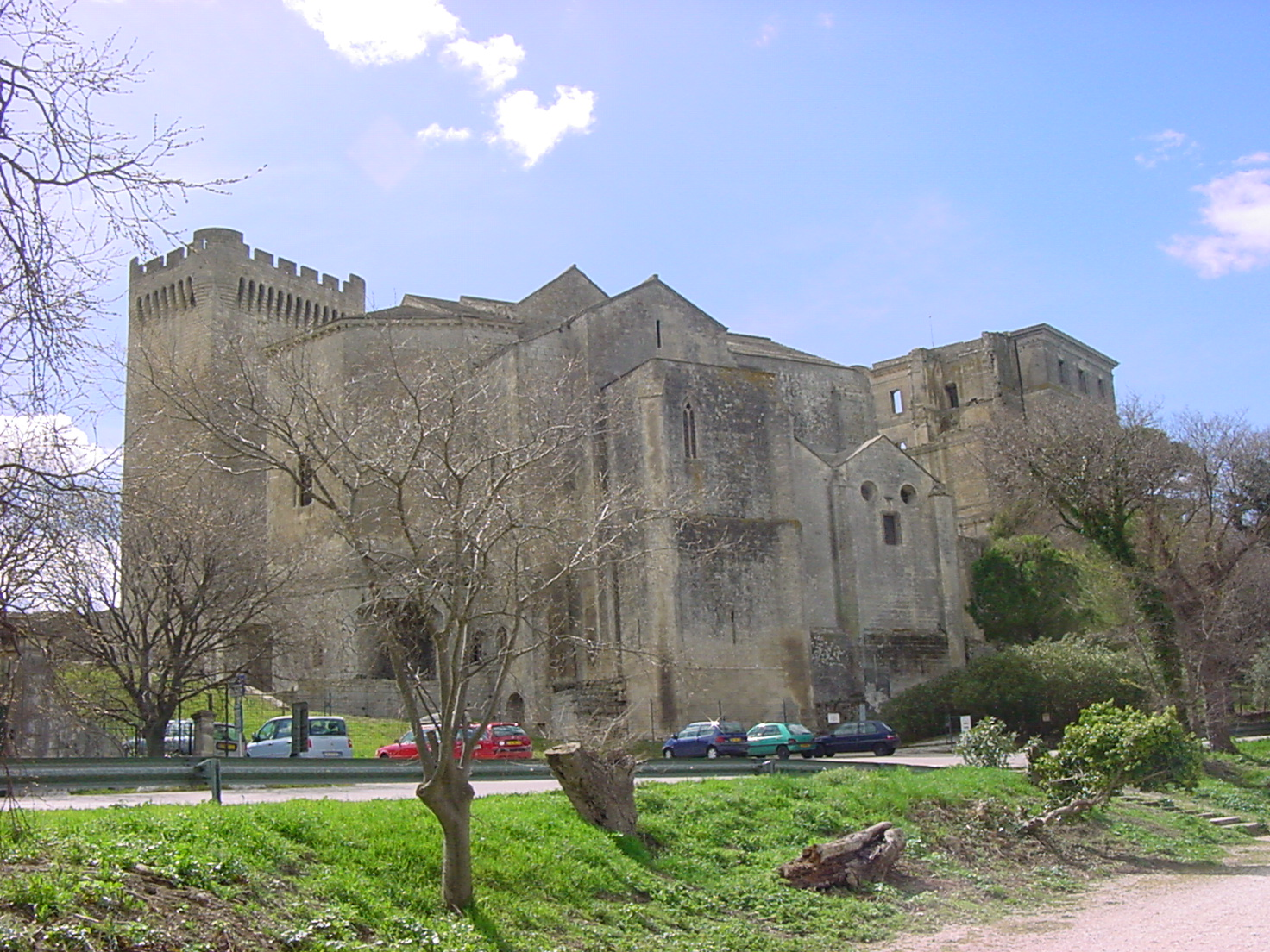
Abbaye de Montmajour

  - 1990 : Le Château de ma mère de Yves Robert[4]
  - 1995 : Le Hussard sur le toit de Jean-Paul Rappeneau
  - 1995 : Les trois frères de Bernard Campan et Didier Bourdon
  - 1997 : Quatre garçons pleins d'avenir de Jean-Paul Lilienfeld
  - 2000 : Les Glaneurs et la Glaneuse de Agnès Varda[5]
  - 2002 : Le Transporteur de Louis Leterrier et Corey Yuen
  - 2002 : Bud et Moovy court métrage de Daniel Brunet
  - 2005 : Boudu de Gérard Jugnot[6]
  - 2004 : Le Miroir de l'eau téléfilm d'Edwin Baily
  - 2006 : L'Enfant de Noël téléfilm de Stéphane Kappes
  - 2006 : Le Maître du Zodiaque téléfilm de Claude-Michel Rome
  - 2008 : Bienvenue chez les Ch'tis de Dany Boon
  - 2008 : Lady Jane de Robert Guédiguian
  - 2010 : Un balcon sur la mer de Nicole Garcia
  - 2011 : Comme des frères de Hugo Gélin
  - 2014 : Fiston de Pascal Bourdiaux
  - 2016 : Cézanne et moi de Danièle Thompson[7]
  - 2021 : série télévisée Alex Hugo, septième saison, épisode 3 :  Seuls au monde de Franck Thilliez et Nicolas Tackian
  - 2022 : Addict, série télévisée de Didier Le Pêcheur (Palais de justice Verdun et Palais Monclar)
  - 2022 : Le Saut du diable 2 : le Sentier des loups téléfilm de Julien Seri (carrières de Bibémus)
  - 2022 : L'Homme de nos vies mini-série de Frédéric Berthe

- Allauch
  - 1990 : Le Château de ma mère d'Yves Robert

- Arles
  - 1956 : La Vie passionnée de Vincent van Gogh de Vincente Minnelli
  - 1968 : Le Lion en hiver d'Anthony Harvey (Abbaye de Montmajour)
  - 2000 : Les Glaneurs et la Glaneuse de Agnès Varda[5]
  - 2002 : La belle vie court métrage de Stéphane Cazères
  - 2003 : Bienvenue au gîte de Claude Duty
  - 2006 : Toute la beauté du monde de Marc Esposito
  - 2012 : Inquisitio série télévisée de Nicolas Cuche et Lionel Pasquier (Abbaye de Montmajour)

- Auriol
  - 2022 : Le Saut du diable 2 : le Sentier des loups téléfilm de Julien Seri
  - 2022 : L'Homme de nos vies mini-série de Frédéric Berthe

## B
- Haut – A
- B
- C
- D
- E
- F
- G
- H
- I
- J
- K
- L
- M
- N
- O
- P
- Q
- R
- S
- T
- U
- V
- W
- X
- Y
- Z

- Berre-l'Étang
  - 2004 : Nos amis les flics de Bob Swaim

- Bouc-Bel-Air
  - 2010 : "L'Italien" de Olivier Baroux

- Boulbon
  - 1985 : Sans toit ni loi d'Agnès Varda
  - 2003 : Bienvenue au gîte de Claude Duty

## C
- Haut – A
- B
- C
- D
- E
- F
- G
- H
- I
- J
- K
- L
- M
- N
- O
- P
- Q
- R
- S
- T
- U
- V
- W
- X
- Y
- Z

- Parc national des Calanques
  - 2014 : série télévisée Alex Hugo, première saison, épisode pilote : La Mort et la Belle Vie de Franck Thilliez et Nicolas Tackian
  - 2015 : série télévisée Alex Hugo, première saison, épisode 1 : Comme un oiseau sans ailes de Franck Thilliez et Nicolas Tackian

- Camargue
  - 1953 : Le Salaire de la peur de Henri-Georges Clouzot
  - 1955 : Les héros sont fatigués de Yves Ciampi[8]
  - 1958 : Arènes joyeuses de Maurice de Canonge
  - 1960 : Le Voyage en ballon d'Albert Lamorisse
  - 1963 : Peau de banane de Marcel Ophüls
  - 2002 : La belle vie court métrage de Stéphane Cazères
  - 2003 : Rencontre avec le dragon d'Hélène Angel

- Carry-le-Rouet
  - 2020 : série télévisée Une si longue nuit

- Cassis
  - 1945 : Naïs de Marcel Pagnol et Raymond Leboursier
  - 1950 : Odette, agent S 23 d'Herbert Wilcox
  - 1969 : Le Cerveau de Gérard Oury
  - 1971 : French Connection de William Friedkin
  - 1972 : La Vieille Fille de Jean-Pierre Blanc
  - 1974 : Stavisky d'Alain Resnais
  - 2002 : Le Transporteur de Louis Leterrier et Corey Yuen
  - 2005 : L'Amour aux trousses de Philippe de Chauveron
  - 2008 : Bienvenue chez les Ch'tis de Dany Boon
  - 2010 : Un balcon sur la mer de Nicole Garcia
  - 2016 : Cézanne et moi de Danièle Thompson[7]
  - 2020 : Bronx de Olivier Marchal
  - 2022 : L'Homme de nos vies mini-série de Frédéric Berthe

- Charleval
  - 1949 : Jour de fête de Jacques Tati (Canal de Marseille)

- Cuges-les-Pins
  - 1986 : Jean de Florette de Claude Berri
  - 1986 : Manon des sources de Claude Berri

## E
- Haut – A
- B
- C
- D
- E
- F
- G
- H
- I
- J
- K
- L
- M
- N
- O
- P
- Q
- R
- S
- T
- U
- V
- W
- X
- Y
- Z

## F
- Haut – A
- B
- C
- D
- E
- F
- G
- H
- I
- J
- K
- L
- M
- N
- O
- P
- Q
- R
- S
- T
- U
- V
- W
- X
- Y
- Z

- Fontvieille
  - 1968 : Le Lion en hiver d'Anthony Harvey
  - 2003 : Bienvenue au gîte de Claude Duty

- Fos-sur-Mer
  - 2014 : série télévisée Alex Hugo, première saison, épisode pilote : La Mort et la Belle Vie de Franck Thilliez et Nicolas Tackian (Grand port maritime de Marseille)
  - 2015 : série télévisée Alex Hugo, première saison, épisode 1 : Comme un oiseau sans ailes de Franck Thilliez et Nicolas Tackian (Grand port maritime de Marseille)
  - 2015 : série télévisée Alex Hugo, première saison, épisode 2 : La Traque de Franck Thilliez et Nicolas Tackian (GPMM)
  - 2020 : Bronx de Olivier Marchal

- Fuveau
  - 1953 : Le Boulanger de Valorgue d'Henri Verneuil

## G
- Haut – A
- B
- C
- D
- E
- F
- G
- H
- I
- J
- K
- L
- M
- N
- O
- P
- Q
- R
- S
- T
- U
- V
- W
- X
- Y
- Z

- Gardanne
  - 2004 : Nos amis les flics de Bob Swaim

- Gémenos
  - 2005 : Boudu de Gérard Jugnot
  - 2022 : Addict, série télévisée de Didier Le Pêcheur
  - 2022 : Le Saut du diable 2 : le Sentier des loups téléfilm de Julien Seri

## I
- Istres
  - 2013 : Les Invincibles de Frédéric Berthe
  - 2014 : Fiston de Pascal Bourdiaux
  - 2015 : Orage de Fabrice Camoin
  - 2016 : Toril de Laurent Teyssier
  - 2016 : Et mon cœur transparent de Raphaël Vital-Durand et David Vital-Durand
  - 2017 : Menina de Cristina Pinheiro
  - 2019 : Vif-Argent de Stéphane Batut
  - 2023 : Infiltré(e) mini-série de Frédéric Krivine

## L
- Haut – A
- B
- C
- D
- E
- F
- G
- H
- I
- J
- K
- L
- M
- N
- O
- P
- Q
- R
- S
- T
- U
- V
- W
- X
- Y
- Z

- La Ciotat
  - 1895 : L'Arrivée d'un train en gare de La Ciotat de Louis Lumière
  - 1971 : Smic, Smac, Smoc de Claude Lelouch
  - 1983 : L'Ami de Vincent de Pierre Granier-Deferre[9]
  - 1993 : Roulez jeunesse ! de Jacques Fansten
  - 1995 : Lumière et Compagnie film documentaire omnibus réalisé par 41 réalisateurs
  - 1998 : Déjà mort d'Olivier Dahan
  - 2001 : Du côté des filles de Françoise Decaux-Thomelet
  - 2002 : Bud et Moovy court métrage de Daniel Brunet
  - 2002 : La Vie promise d'Olivier Dahan
  - 2003 : Lovely Rita, sainte patronne des cas désespérés de Stéphane Clavier
  - 2005 : Boudu de Gérard Jugnot[10]
  - 2005 : L'Amour aux trousses de Philippe de Chauveron
  - 2007 : Les Témoins d'André Téchiné
  - 2022 : L'Homme de nos vies mini-série de Frédéric Berthe
  - 2023 : La Fille qu'on appelle téléfilm de Charlène Favier

- Le Tholonet
  - 2005 : Boudu de Gérard Jugnot

- Les Baux-de-Provence
  - 2006 : Indigènes de Rachid Bouchareb[11]

- Les Milles
  - 2002 : Bud et Moovy court métrage de Daniel Brunet

- Luynes
  - 2003 : Taxi 3 de Gérard Krawczyk

## M
- Haut – A
- B
- C
- D
- E
- F
- G
- H
- I
- J
- K
- L
- M
- N
- O
- P
- Q
- R
- S
- T
- U
- V
- W
- X
- Y
- Z

- Mallemort
  - 2022 : Addict, série télévisée de Didier Le Pêcheur (golf)

- Massif de l'Étoile
  - 1954 : Les Lettres de mon moulin de Marcel Pagnol

- Marignane
  - 1977 :  Armaguedon de Alain Jessua[12]
  - 1998 : Taxi de Gérard Pirès (Aéroport Marseille-Provence)
  - 2023 : Infiltré(e) mini-série de Frédéric Krivine

- Marseille

- Martigues
  - 1963 : La Cuisine au beurre de Gilles Grangier
  - 2020 : série télévisée Une si longue nuit
  - 2023 : Infiltré(e) mini-série de Frédéric Krivine
  - 2023 : La Fille qu'on appelle téléfilm de Charlène Favier

- Maussane-les-Alpilles
  - 2000 : Les Glaneurs et la Glaneuse de Agnès Varda[5]

- Mimet
  - 1953 : Le Boulanger de Valorgue d'Henri Verneuil

## N
- Haut – A
- B
- C
- D
- E
- F
- G
- H
- I
- J
- K
- L
- M
- N
- O
- P
- Q
- R
- S
- T
- U
- V
- W
- X
- Y
- Z

- Noves
  - 2010 : Un balcon sur la mer de Nicole Garcia

## P
- Haut – A
- B
- C
- D
- E
- F
- G
- H
- I
- J
- K
- L
- M
- N
- O
- P
- Q
- R
- S
- T
- U
- V
- W
- X
- Y
- Z

- Peyrolles-en-Provence
  - 2002 : Bud et Moovy court métrage de Daniel Brunet

- Plan-de-Cuques
  - 1986 : Manon des sources de Claude Berri

## R
- Haut – A
- B
- C
- D
- E
- F
- G
- H
- I
- J
- K
- L
- M
- N
- O
- P
- Q
- R
- S
- T
- U
- V
- W
- X
- Y
- Z

- Riboux
  - 1986 : Jean de Florette de Claude Berri
  - 1986 : Manon des sources de Claude Berri

## S
- Haut – A
- B
- C
- D
- E
- F
- G
- H
- I
- J
- K
- L
- M
- N
- O
- P
- Q
- R
- S
- T
- U
- V
- W
- X
- Y
- Z

- Saint-Antonin-sur-Bayon
  - 1970 : Le Gendarme en balade de Jean Girault

- Saint-Étienne-du-Grès
  - 1985 : Sans toit ni loi d'Agnès Varda

- Saint-Rémy-de-Provence
  - 1956 : La Vie passionnée de Vincent van Gogh de Vincente Minnelli
  - 2013 : Camille Claudel 1915 de Bruno Dumont

- Parc naturel régional de la Sainte-Baume
  - 2022 : Le Saut du diable 2 : le Sentier des loups téléfilm de Julien Seri

- Saintes-Maries-de-la-Mer
  - 2003 : Rencontre avec le dragon d'Hélène Angel
  - 2005 : Le Passager de Éric Caravaca

- Salon-de-Provence
  - 2022 : Le Saut du diable 2 : le Sentier des loups téléfilm de Julien Seri (Base aérienne 701)

- Salin-de-Giraud
  - 1968 : Le Petit Baigneur de Robert Dhery

- Simiane-Collongue
  - 1953 : Le Boulanger de Valorgue d'Henri Verneuil
  - 2003 : Taxi 3 de Gérard Krawczyk

## T
- Haut – A
- B
- C
- D
- E
- F
- G
- H
- I
- J
- K
- L
- M
- N
- O
- P
- Q
- R
- S
- T
- U
- V
- W
- X
- Y
- Z

- Tarascon

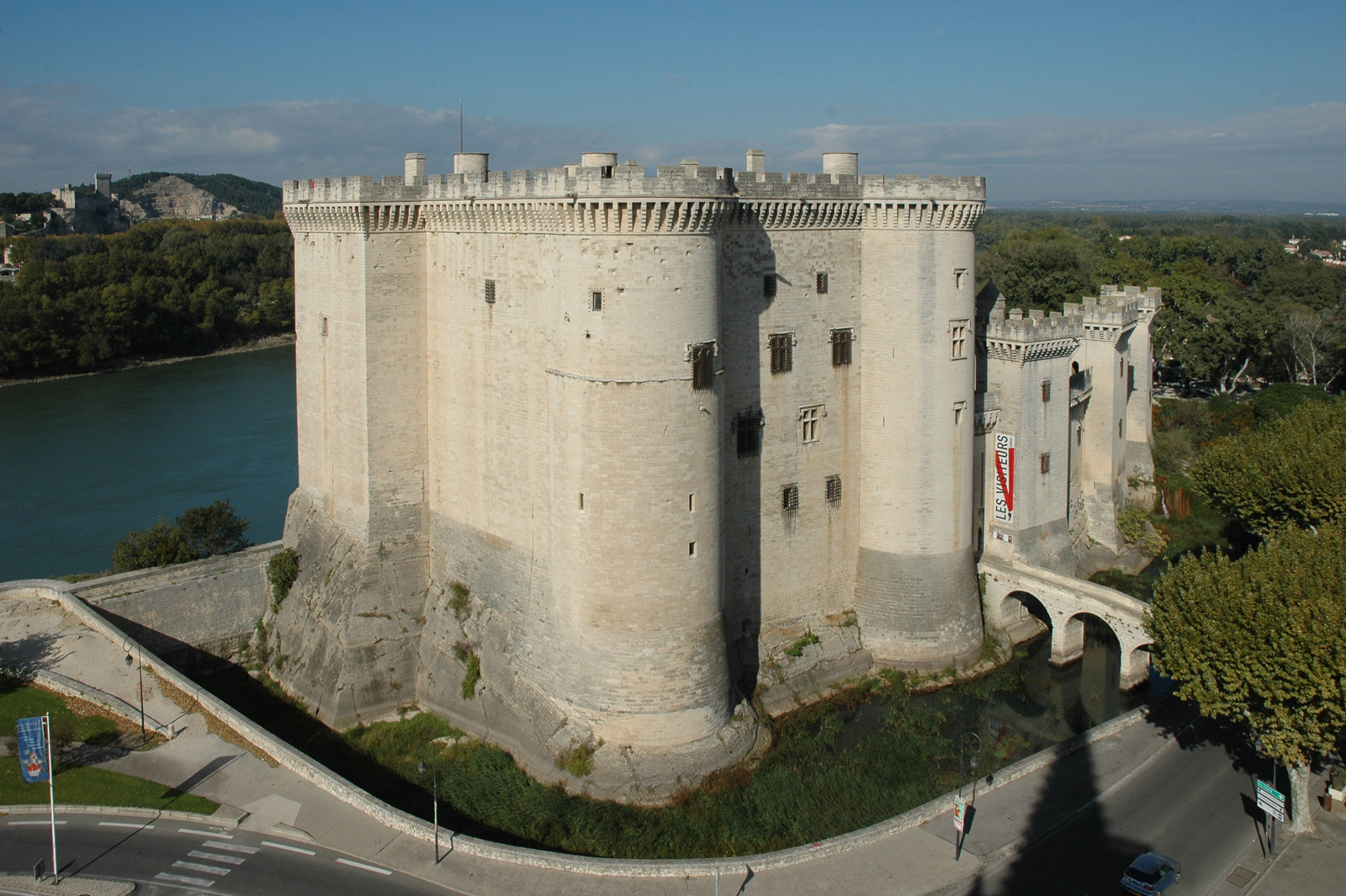
Le château de Tarascon lieu de tournage de Inquisitio

  - 1934 : Tartarin de Tarascon de  Raymond Bernard.
  - 1954 : Les Lettres de mon moulin de Marcel Pagnol[13].
  - 1962 : Tartarin de Tarascon, de Francis Blanche et Raoul André.
  - 1968 : Le Lion en hiver de Anthony Harvey.
  - 1970 : Heureux qui comme Ulysse de Henri Colpi.
  - 1972 : Les Fous du stade de Claude Zidi[13].
  - 1987 : Fuegos de Alfredo Arias.
  - 1989 : La Révolution française de Robert Enrico et Richard T. Heffron[14],[15].
  - 1995 : Le Hussard sur le toit, de Jean-Paul Rappeneau.
  - 2006 : Indigènes de Rachid Bouchareb[16].
  - 2008 : Disparitions, le retour aux sources série télévisée de Bruno Gantillon, Olivier Jamain et Robin Davis.
  - 2008 : Albert Camus, une vie (2008), téléfilm de Philippe Madral et Laurent Jaoui.
  - 2008 : Parlez-moi de la pluie de Agnès Jaoui.
  - 2012 : Inquisitio série télévisée de Nicolas Cuche et Lionel Pasquier[17].
  - 2012 : Les Invincibles de Frédéric Berthe[18].
  - 2013 : Secrets d'histoire : 14 juillet 1789 : le matin du grand soir, épisode consacré à la prise de la Bastille.
  - 2021 : The Serpent Queen[19], série de Justin Haythe[20].
  - 2023 : La Nonne 2 de Corin Hardy et Gary Dauberman[21].

- Trets
  - 1962 : Le voyage à Biarritz de Gilles Grangier[22]
  - 2004 : Nos amis les flics de Bob Swaim
  - 2004 : Le Miroir de l'eau téléfilm de Edwin Baily

## V
- Haut – A
- B
- C
- D
- E
- F
- G
- H
- I
- J
- K
- L
- M
- N
- O
- P
- Q
- R
- S
- T
- U
- V
- W
- X
- Y
- Z

- Ventabren
  - 1998 : Taxi de Gérard Pirès

- Vitrolles
  - 1973 : Quand les filles se déchaînent de Guy Maria[13]
  - 2022 : Le Saut du diable 2 : le Sentier des loups téléfilm de Julien Seri